# PalmSource
PalmSource / Access ist der Hersteller des PDA-Betriebssystems Palm OS.
Ursprünglich entstand PalmSource aus der Software-Entwicklungssparte von Palm Inc. (Heute Palm).
PalmSource agierte seit Oktober 2003 als eigenständiges und unabhängiges Unternehmen. PalmSource selbst sah darin eine Reihe von Vorteilen. So erwartete der Unternehmenspräsident David Nagel einen Anstieg der Palm OS Lizenznehmer, eine stärkere Konzentration auf das Kerngeschäft sowie eine verbesserte Wettbewerbsposition.
Das Unternehmen entwickelte Palm OS weiter und verkaufte Lizenzen an Handheldhersteller. Lizenznehmer waren neben Palm und Sony auch Aceeca, AlphaSmart, Foundertec, Fossil, Garmin, GSPDA, HuneTec, Kyocera, Lenovo, LG Electronics, Percomm, Samsung, Symbol und Tapwave. Der ehemalige Lizenznehmer Handspring wurde im Jahr 2003 von Palm übernommen.
Im September 2005 wurde PalmSource von dem japanischen Unternehmen Access (Hersteller des Browsers NetFront) für 324 Millionen US-Dollar übernommen. Im Oktober 2006 wurde der Name PalmSource in Access geändert.